# Grevillea viscidula
Grevillea viscidula är en tvåhjärtbladig växtart som beskrevs av Charles Austin Gardner. Grevillea viscidula ingår i släktet Grevillea och familjen Proteaceae. Inga underarter finns listade i Catalogue of Life.